# Retrato de T. S. Eliot
Retrato de T. S. Eliot es una pintura de 1938 de Wyndham Lewis, que representa al escritor británico nacido en Estados Unidos T. S. Eliot. Recibió publicidad cuando fue rechazada por la Real Academia de Arte. Eliot elogió la pintura y se convirtió en una de las obras más célebres de Lewis. Fue comprado por la Galería de arte de Durban en Durban, Sudáfrica.

## Descripción
El retrato muestra a Eliot de frente sentado en un sillón, vestido con un traje de salón y un chaleco. Sus manos están cruzadas y tiene una expresión facial seria. Las formas que componen el cuadro están estilizadas; The Guardian describe el rostro de Eliot como «un rompecabezas de medias lunas sombrías y planos afilados». Al fondo, a cada lado del sillón, hay formas abstractas que recuerdan a columnas de humo. El fondo se ha interpretado como una expresión de ideas experimentales y como dos pilares que simbolizan los lados masculino y femenino de la creatividad, representados por un falo y un nido de pájaro.

## Recepción
Lewis envió el retrato a la exposición de 1938 de la Real Academia de Arte, sabiendo que sería rechazado. El rechazo provocó una reacción de los medios y le dio a Lewis la atención de un público más amplio. Augustus John renunció a la academia en reacción al rechazo. La forma fálica del fondo se ha dado como motivo del rechazo.
Eliot elogió la pintura en una carta a Lewis el 21 de abril de 1938: «Me parece un muy buen retrato, y estoy dispuesto a que la posteridad me conozca, si se interesa en mí ... y ciertamente no tengo ningún deseo, ahora, de que mi retrato sea pintado por ningún pintor cuyo retrato de mí sea aceptado por la Real Academia». Según The Independent, el «aura de escándalo» en torno a la pintura la ha convertido en «quizás la obra más célebre» de Lewis.

## Procedencia
La Galería de Arte de Durban en Durban, Sudáfrica, compró el retrato en 1939 por £250. En ese momento, los miembros de la Real Academia podían cobrar hasta £ 3000 por un retrato. Se exhibió en Londres en 2008, cuando formaba parte de una exposición en la National Portrait Gallery. En 2018 se mostró en la Real Academia de Arte como parte de la exposición The Great Spectacle: 250 Years of the Royal Academy Summer Exhibition.

## Pinturas relacionadas
Lewis hizo un estudio para el retrato a principios de 1938, mostrando la parte superior del cuerpo de Eliot contra un fondo en blanco. Esta pintura se conserva en la Casa Eliot de la Universidad de Harvard. Hizo otro retrato de Eliot en 1949, poco antes de que Lewis quedara ciego, y probablemente fue el último retrato que completó.